# Edith Forssman

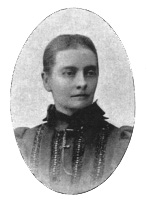
Edith Forssman. Porträtt i Idun 1903.

Edith Theodora Forssman, född den 1 augusti 1856 i Kimito, Finland, död den 11 oktober 1928 i Bjärnå, var en finlandssvensk författare, verksam under pseudonymen Aina.

## Biografi
Edith Forssman var dotter till prosten Wilhelm Forssman och hans hustru Caroline Adlercreutz. Hon var yngst av elva syskon. Forssman inledde sitt författarskap 1880 med samlingen Sex små berättelser, som skrevs tillsammans med en syster. Förutom enstaka berättelser utkom åren 1891–1917 hela 25 samlingar religiöst färgade berättelser under titeln Vid aftonlampan och hon vann med dem en stor och trogen läsekrets. Vissa av dessa översattes även till finska.